# Fälltjärnbäcken
Fälltjärnbäcken är ett naturreservat i Vindelns kommun i Västerbottens län.
Området är naturskyddat sedan 2016 och är 73 hektar stort. Reservatet består av tallskog på sandig mark sydost med Fälltjärnbäcken rinnande genom området